# Austriadactylus cristatus
L'austriadattilo (Austriadactylus cristatus) è un rettile volante (pterosauro) estinto appartenente ai ranforincoidi, vissuto nel Triassico superiore (Norico, circa 215 milioni di anni fa). I suoi resti sono stati ritrovati in Austria.

## Descrizione
In confronto ad altri pterosauri triassici, le dimensioni di questo animale erano piuttosto grandi: l'apertura alare raggiungeva il metro e venti. La caratteristica principale dell'austriadattilo era data dal cranio, lungo più di 10 centimetri e dotato di una strana struttura sottile che decorreva dalla punta del muso fino alla zona delle orbite. Questa cresta era fornita di alcuni “raggi” di sostegno nella zona anteriore, più alta. I denti erano notevolmente diversificati, e differivano per forma e dimensioni in vari punti di mandibola e mascella. Nella mandibola, anteriormente, erano presenti grandi denti conici, seguiti da piccoli denti a cuspide multipla. La mascella, invece, possedeva un osso premascellare dotato di cinque grandi denti; a questi seguivano uno o due grandi denti seghettati, un numero di denti simili a pugnali e piccoli denti triangolari nella parte posteriore. La lunga coda dell'austriadattilo era differente da quella della maggior parte dei ranforincoidi giurassici, in quanto era sprovvista dei processi ossei allungati che la irrigidivano.

## Classificazione
Austriadactylus cristatus si basa sull'olotipo, noto come SMNS 56.342, che consta di uno scheletro parziale, schiacciato su una lastra, rinvenuto in una miniera abbandonata vicino ad Ankerschlag nel Tirolo austriaco, nella zona di Seefeld. La controimpronta è andata perduta e con essa alcune ossa. Il fossile consiste di cranio, mandibola, alcune vertebre, parti degli arti e della cintura pelvica, e la prima parte della coda.
Austriadactylus, nel 2002, è stato assegnato dai suoi descrittori genericamente a Pterosauria incertae sedis, ma alcune analisi successive hanno mostrato che questo animale era strettamente imparentato con Campylognathoides ed Eudimorphodon all'interno della famiglia Campylognathoididae.